# Bugaj (Gorlice)
Pour les articles homonymes, voir Bugaj.
Bugaj est une localité polonaise de la gmina de Biecz, située dans le powiat de Gorlice en voïvodie de Petite-Pologne.